# Pomigliano d'Arco
Pomigliano d'Arco è un comune italiano di 39 661 abitanti della città metropolitana di Napoli in Campania.
È noto per il suo polo industriale, tra i più grandi e sviluppati dell'ex Italia meridionale. 
Tra le tante industrie è presente lo stabilimento Giambattista Vico di Stellantis, il centro Elasis, lo stabilimento della Leonardo (ex Alenia Aermacchi) e quello dell'Avio (General Electric), oltre ad aver ospitato negli anni sessanta il primo aeroporto della Campania.

## Geografia fisica

### Territorio
Pomigliano d'Arco è posizionata 12 km a nord-est di Napoli, e si estende su un territorio del tutto pianeggiante. Fa parte del territorio comunale anche la frazione Cutinelli, un'exclave completamente circondata dal territorio comunale di Sant'Anastasia.
La città presenta una zona storica e una zona più nuova sviluppatasi negli anni sessanta e settanta in conseguenza della forte attrattiva che suscitava il polo industriale, che si andava in quegli anni completando.

### Clima
Il clima è molto umido, a causa del terreno su cui è insediata la città, che un tempo accoglieva paludi e acquitrini. La zona è spesso battuta dai venti che arrivano dall'Appennino campano.
La stazione meteorologica più vicina è quella di Napoli-Capodichino.
Nel 2022 l'ARPAC e l'European Environment Agency stimano che la stazione di monitoraggio di Pomigliano d'Arco sia una delle più inquinate in Europa centrale.

## Storia
Salvatore Cantone, storico di Pomigliano d'Arco, nei suoi “Cenni Storici” fa risalire l'origine del paese all'età romana, allorquando un senatore, spedito sul luogo dal senato romano, quale arbitro in una controversia di confini tra Napoli e la città di Hyria, devolse alla repubblica il territorio conteso, che per questo divenne “Campo Romano”. A guardia di esso, Roma pose dei coloni, tra i quali vi erano i Pomilii, a cui certo si deve il nome Pomigliano. Il Cantone, dunque, come del resto già Vittorio Imbriani, esclude che il nome “Pomigliano” possa derivare da qualsiasi altra deduzione etimologica alternativa che non sia quella latina legata ai Pomilii di epoca romana.
L'altra metà del nome, d'Arco, allude alla collocazione del paese rispetto agli archi dell'acquedotto augusteo, che portava da Serino a Baiae l'acqua per rifornire la Piscina mirabilis, immenso serbatoio d'acqua realizzato per le necessità della flotta romana di stanza a Misenum.
Con le espressioni intus arcora e foris arcora, infatti si era soliti collocare le località ai piedi del Monte Somma, alludendo evidentemente al fatto che esse fossero di qua o al di là dell'acquedotto augusteo.
Con la diffusione del Cristianesimo i padri si raccolsero intorno ad una chiesa dedicata a San Felice, circondando il borgo di mura e baluardi, ancora visibili sulla fine del 1700. Fuori dal circuito delle mura fu eretta poi un'altra chiesa, quella della Santa Croce, affidata ai padri greci di San Basilio; intorno ad essa sorse un altro gruppetto di case che andò a costituire il borgo Santa Croce.
Con l'introduzione, nell'Alto Medioevo, del regime feudale, Pomigliano fu anch'esso costituito in feudo. Nel feudo il barone aveva suoi ufficiali per l'esazione dei suoi diritti. Il suo rappresentante maggiore era il “governatore”, che risiedeva nel castello o palazzo baronale, in piazza del Mercato.
Il Cantone, con uno sforzo titanico, ricostruiva nei suoi “Cenni Storici” l'elenco dei vari signori che si susseguirono, accompagnando i singoli talvolta di aneddoti curiosi e simpatici; così ricorda le conseguenze che la città patì per mano dei Francesi di Carlo VIII (ben trecento pomiglianesi furono massacrati in modo orrendo), nonché le numerose eruzioni vesuviane, come quella del 1631, che gravi danni arrecò alle strade e all'acquedotto (detto del Carmignano). Ma pure lo storico annota la visita a Pomigliano del Re Carlo di Borbone, che nel gennaio del 1735 si fermò a pranzo in città con tutto il suo seguito, per proseguire verso Nola.
L'avvento dei Giacobini, al quale i pomiglianesi si opposero fieramente, lasciò lutti e incendi, malgrado la fine della fase feudale. Nel 1836 il paese fu quindi decimato da un'epidemia di colera; le salme furono inumate parte nel cimitero di Napoli, parte in quello di Afragola. Per codesto motivo si stabilì di realizzare a Pomigliano un cimitero, alla cui costruzione fa cenno Paolo Emilio Imbriani in memorabili versi endecasillabi.
“ ... Nella solinga

ed ascondita via che dalle rose,

dilettanza di vergini si noma,

levasi a manca, ahi, delle rose invece

il funereo cipresso; e il cimitero

adombra. Io riposarmi ebbi in costume

sotto il rezzo de' pampini e de' pioppi,

quando affannato in giovanili corse

dal cammino avea requie

e pace avrommi io là, negata

altrove..."
La restaurazione post-napoleonica, decisa dal Congresso di Vienna, riportando sul trono i deposti sovrani, divenne sinonimo di reazione. Nelle Due Sicilie i Borbone si abbandonarono a repressione e vendetta; non restava che la cospirazione nell'ambito delle società segrete, da qui si originarono i moti del '20-'21 e del '48.
A questi ultimi eventi prese parte anche Carlo Poerio, che, però, tradito da un suo compaesano, Mauro Colella, finì per essere tratto in arresto. In quei concitati momenti anche parecchi patrioti pomiglianesi furono arrestati, tra questi era il dottore Carmine Guadagno, che non riuscì a sopravvivere alla prigionia.
L'impresa dei Mille, infine, segnò la fine del Regno delle Due Sicilie. Una ristretta classe dirigente (Destra e Sinistra Storica) di origine aristocratico-borghese si accollò il difficile compito di traghettare il paese verso l'effettiva unità nazionale.

## Monumenti e luoghi d'interesse

### Architetture religiose

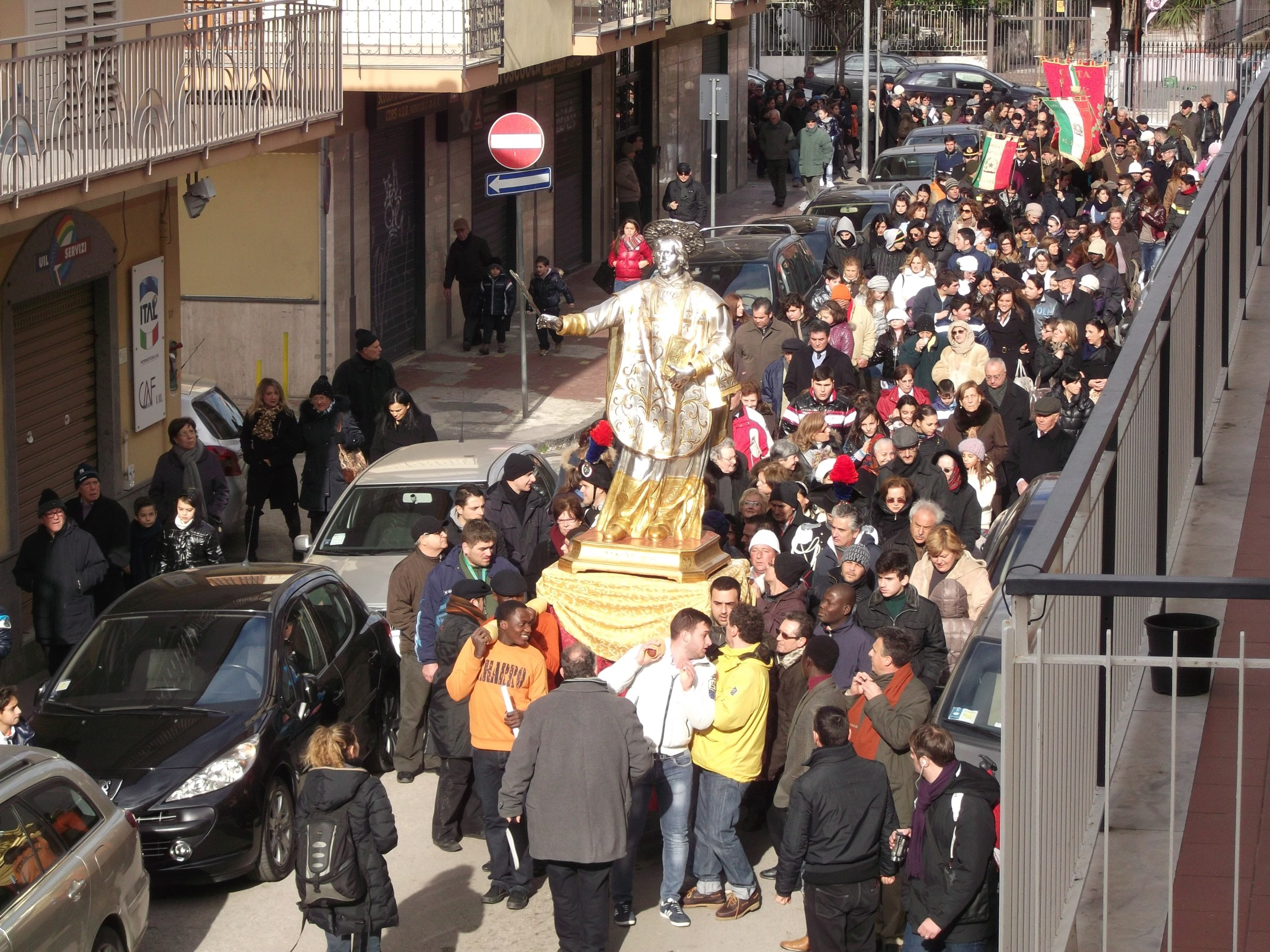
San Felice in processione a Pomigliano d'Arco (2012)

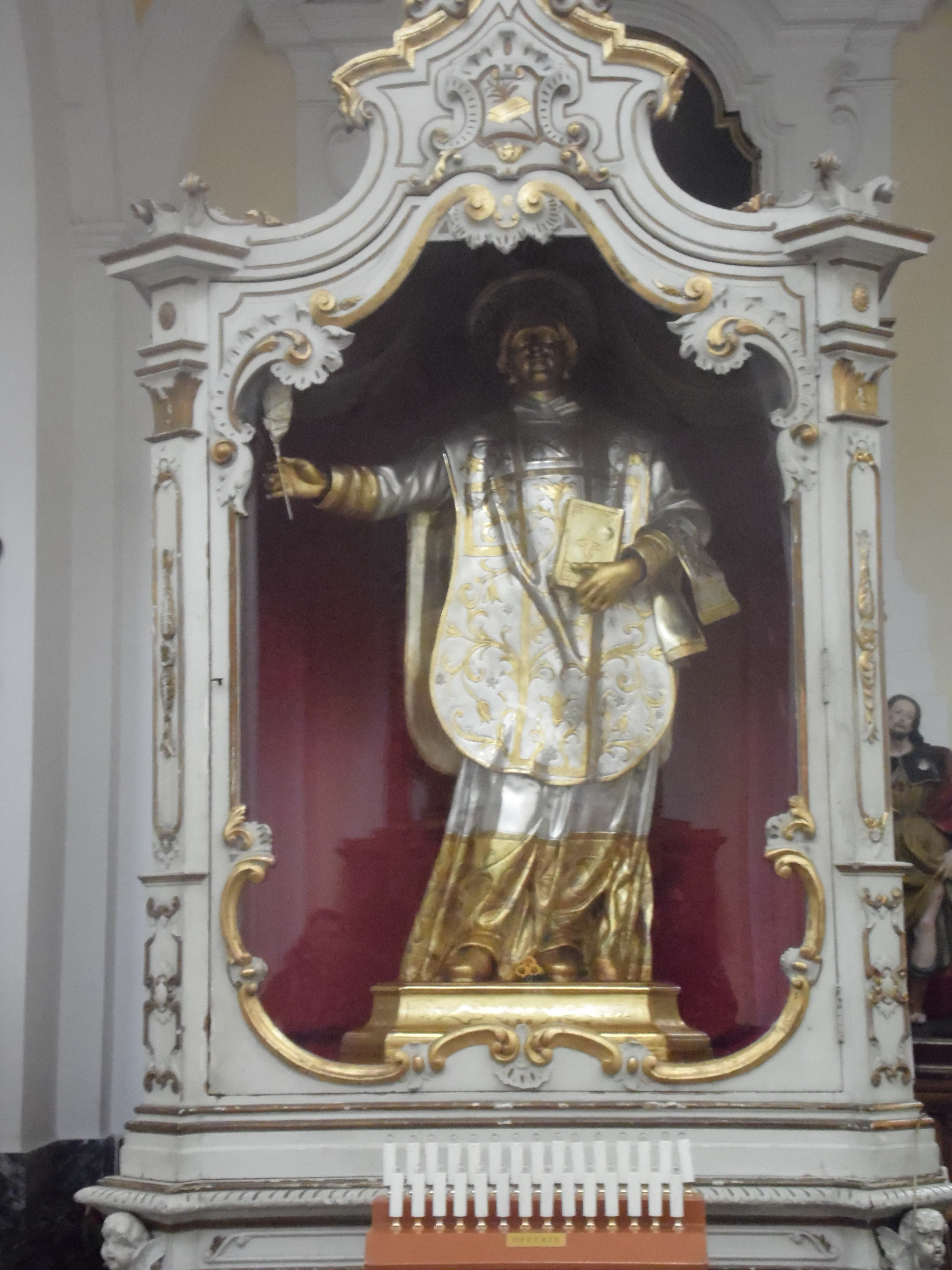
Teca di San Felice, Pomigliano d'Arco

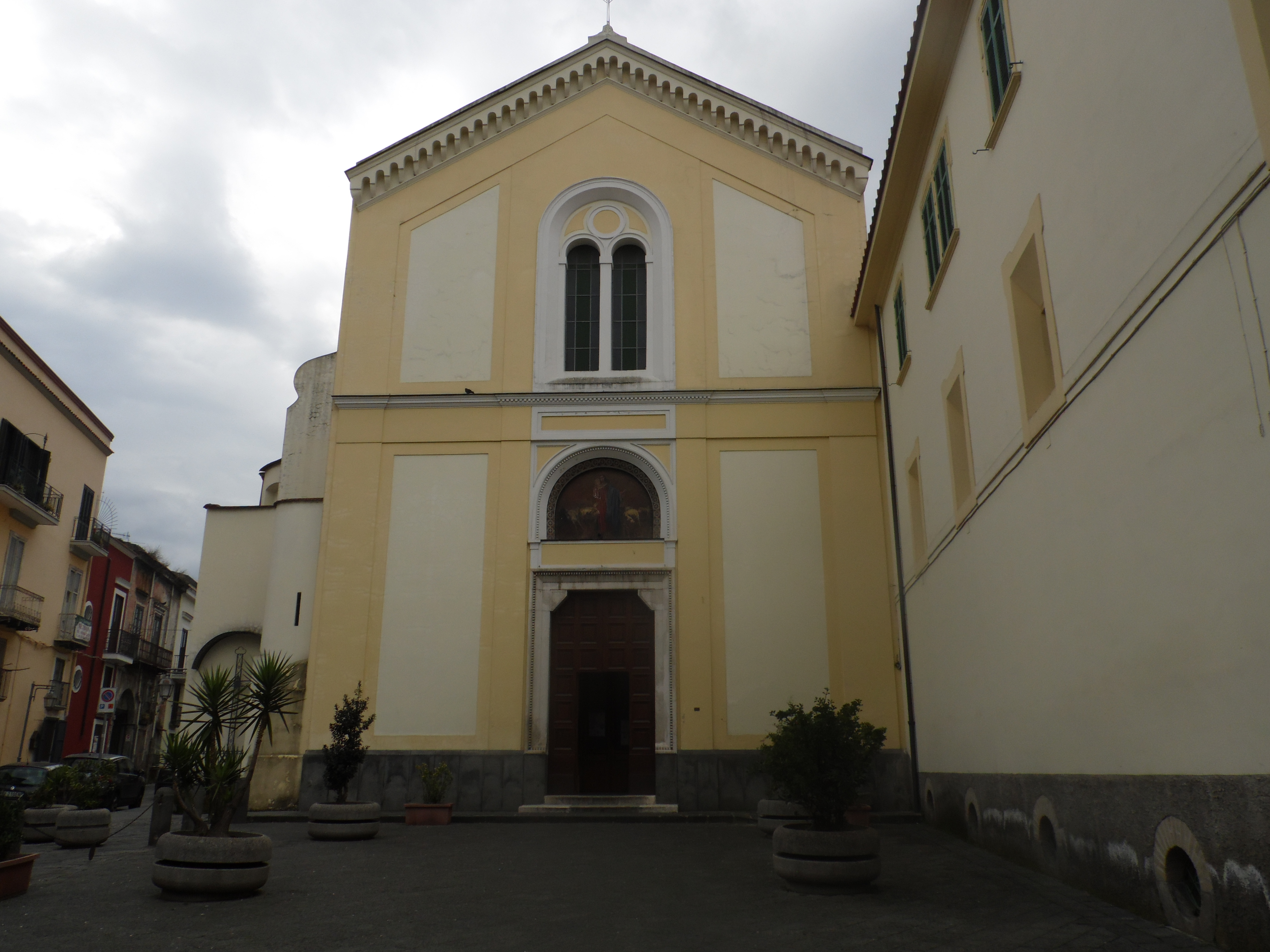
Pomigliano, Chiesa di San Felice

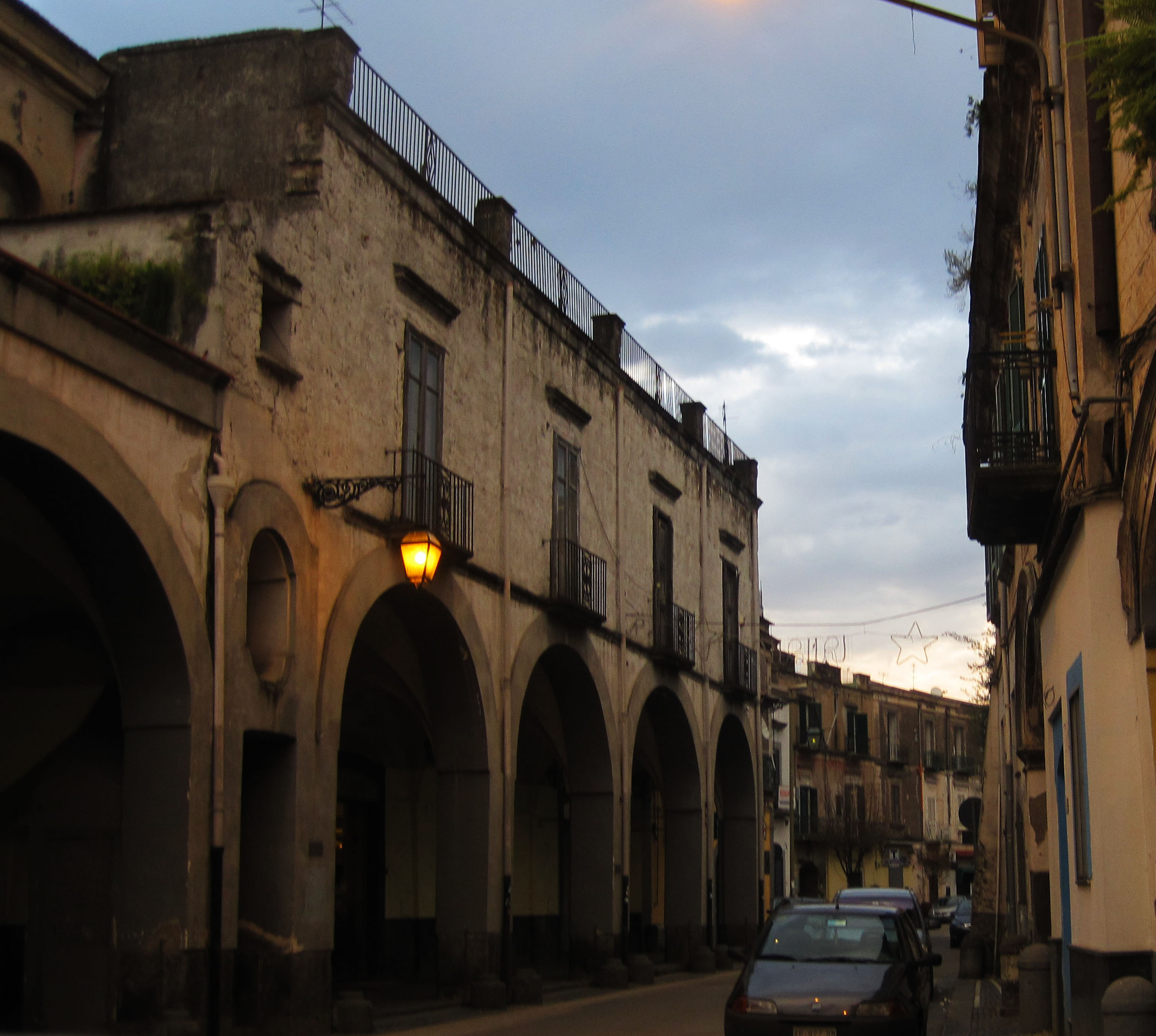
Taverna d' o Passo - Stato Attuale

Chiesa Del Carminesituata in Piazza Municipio, è insieme alla chiesa di San Felice, una delle principali del paese. All'interno racchiude preziose testimonianze della storia della zona: vi sono presenti una figura lignea raffigurante La Madonna del Parto, molto cara ai pomiglianesi, e una tela de La Madonna della Cintola col Bambino risalente al XVI secolo. La chiesa era parte di un convento poi adibito a sede comunale
Chiesa di San Felice in Pincisè la chiesa principale di Pomigliano d'Arco, dedicata al santo patrono. Si trova nel centro storico, sul corso principale. La chiesa ospita alcune opere importanti: l'affresco più antico è del cinquecento. È dotata di campanile, posto dietro alla cupola principale, antichissimo (del XV secolo), costruito in tufo e pietra locale.

### Architetture civili
Le Tavernenel XVIII secolo, con lo svilupparsi dell'abitato, il paese assume sempre più importanza per i mercanti di passaggio. Le taverne sorgevano nel centro cittadino ed erano delle locande, alcune adibite a dogana locale per chi proseguiva per Napoli o Acerra. La più importante è stata la Taverna d'o Passo che è possibile riconoscere in Piazzetta Garibaldi, con 7 archi a tutto sesto (di cui due ciechi) e alcuni elementi barocchi.
Palazzo del Municipiosituato nell'omonima piazza, era in origine un Convento collegato alla chiesa del Carmine.
Palazzo Baronalesituato in Piazza Municipio, fu ricostruito a metà del Seicento da Diomede Carafa, feudatario del casale a causa di un violento incendio. Nel 1735 Carlo III di Borbone, durante un viaggio verso Nola, vi soggiornò alcuni giorni. A memoria di tale episodio, nel centro del paese, in Piazza Mercato, fu eretto un piccolo monumento costituito da una colonna di marmo sormontata da una scultura raffigurante un cesto con alcuni pomi.. Nei secoli successivi la colonna con i pomi fu inserita anche nello stemma comunale. È sede del Comando di Polizia Locale.
Torre dell'orologiosituata lungo il Corso Vittorio Emanuele, faceva parte di un palazzo con chiesa annessa risalente alla fine del Settecento. Tale chiesa, realizzata probabilmente per un voto a San Rocco, sembra non esser mai stata consacrata. Nel 1844 fu abbattuta la parte del palazzo che costituiva la chiesa ed al suo posto fu costruita l'attuale torre. In tale occasione sulla nuova facciata fu posto l'orologio rimosso dalla Chiesa di San Felice. Fino a tutta la metà del ventesimo secolo la struttura fu adibita a forno pubblico. La Torre dell'orologio è la sede della Biblioteca Comunale.

#### Palazzine di Mussolini
o "case di Mussolini", collocate lungo Viale Alfa Romeo, principale arteria, Via Felice Terracciano, Via Locatelli, Via Medaglie d'oro e Via Ferrarini furono realizzate nel 1939. Tali abitazioni vennero costruite per dare agli operai una dimora funzionale, anche tecnologica per l'epoca, dotata di tutti i servizi primari, tra cui acqua potabile ed acqua di pozzo, usufruibile per i servizi igienici. Alle singole abitazioni erano annessi anche dei piccoli giardini, nei quali gli operai potevano dilettarsi ed immergersi nel verde, nonché interposte tra loro alcuni giardinetti comuni. Le abitazioni poste ad angolo strada, con metrature maggiori erano riservati ai dirigenti, mentre quelle lungo la strada agli operai. Alla sommità dell'ingresso di ogni vano scala è posto un bassorilievo in terracotta che individua le mansioni degli operai che abitano l'edificio (elettricisti, tornitori e così via).

### Aree naturali

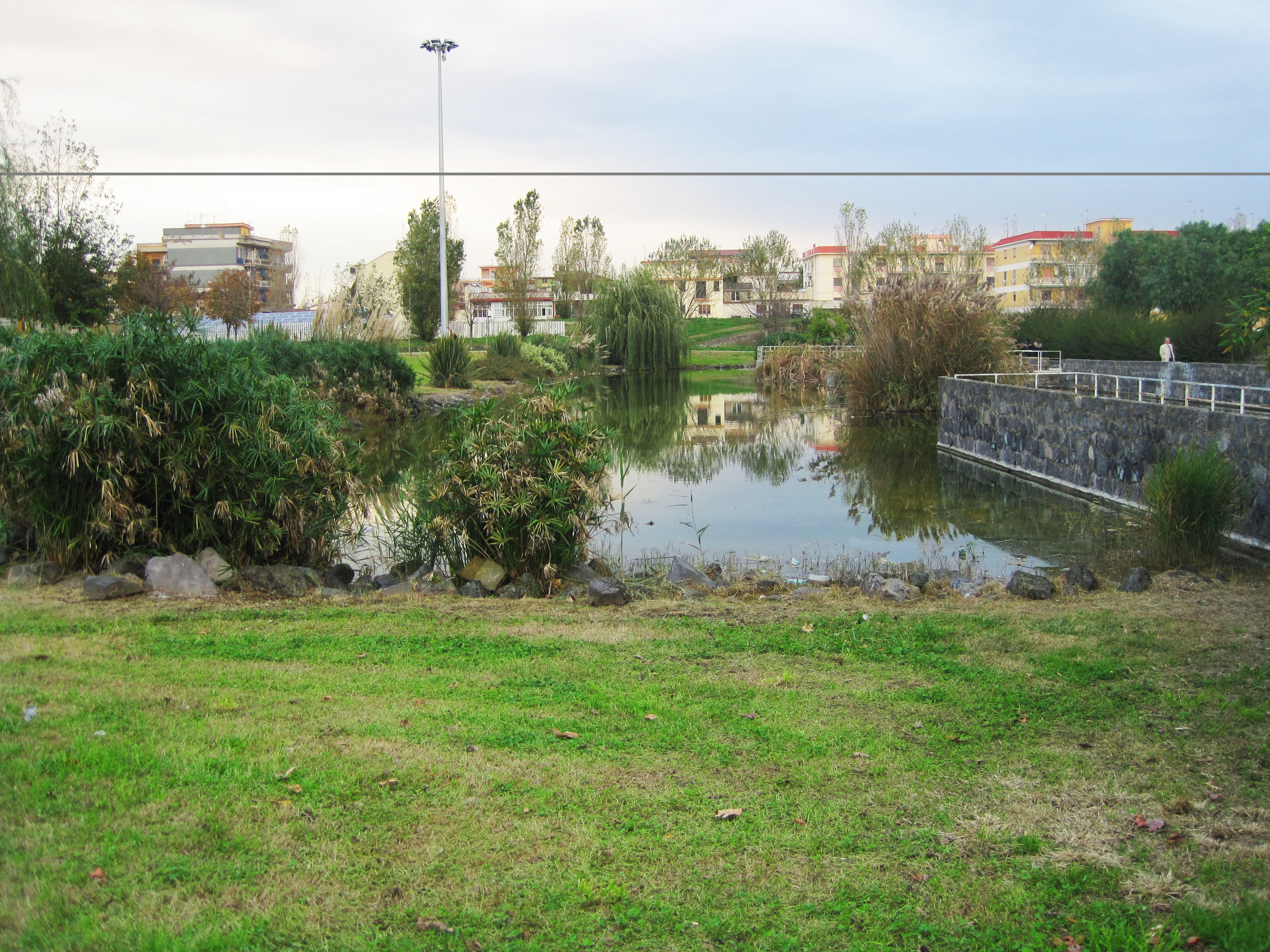
Parco Pubblico

Parco pubblico Papa Giovanni Paolo IIÈ il parco pubblico di Pomigliano d'Arco e risulta tra i più estesi del sud-Italia, con i suoi circa 67.000 m². Nel passato, per lungo tempo, il suo territorio è stato adibito a vasca meteorica, soprattutto raccoglieva acqua pluviale proveniente dalle colline del Monte Somma, arginando di fatto eventuali allagamenti, successivamente a luogo di deposito di rifiuti. Al suo interno trovò spazio finanche un Campo da Rugby. Più tardi, dopo 4 anni circa di lavori è stato adibito a parco pubblico per ospitare manifestazioni ed eventi, anche di provata importanza, quali i concerti Lucio Dalla, Pino Daniele, Max Gazzè, Samuele Bersani, Noa ed il "Pomigliano Jazz Festival". Facilmente raggiungibile, grazie alla vicinanza degli svincoli di autostrade e statali, nonché grazie all'ottima posizione nel centro della città, il parco pubblico è diventato ben presto punto di riferimento non solo per la stessa città di Pomigliano d'Arco ma anche per le cittadine limitrofe che hanno trovato in questa struttura un punto di ritrovo. All'interno del parco pubblico vi sono prati, panchine, giardini a tema, percorsi ginnici, parco giochi per bimbi ed anche un ampio palco per le manifestazioni. Nel 2003 il Parco è entrato a far parte dell'"Archivio Europeo degli Spazi Pubblici Urbani". Nel 2005 il Parco è stato intitolato a "Papa Giovanni Paolo II".

## Società

### Evoluzione demografica
Abitanti censiti

### Etnie e minoranze straniere
Al 31 dicembre 2017 a Pomigliano d'Arco risultano residenti 960 cittadini stranieri, pari al 2,41% della popolazione del comune. Le nazionalità più numerose sono:
- Bielorussia: 189
- Marocco: 174
- Romania: 119
- Ucraina: 111
- Polonia: 71

## Cultura

### Università

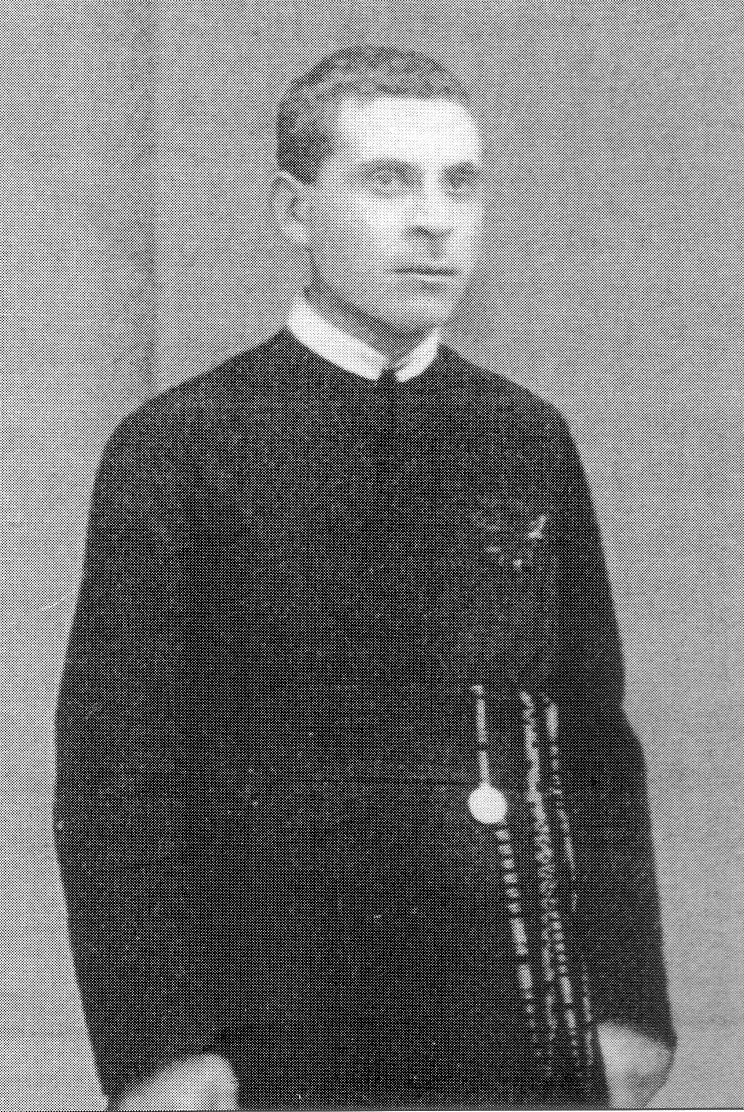
Un'immagine di Vincenzo Pirozzi.

La città ha ospitato per anni, nella prestigiosa sede di Palazzo dell'Orologio, la sede didattica del corso di laurea in Turismo per i beni culturali dell'Università degli Studi "Suor Orsola Benincasa" di Napoli, appartenente alla classe 39 (Scienze del turismo) e afferente alla facoltà di Lettere.

### Musei
- Museo della Memoria

È stato inaugurato nell'Aprile 2004 ed è situato nell'antico rifugio antiaereo di Piazza Mercato.
Intitolato a Vincenzo Pirozzi, martire delle Fosse Ardeatine, è diviso in due aree complessivamente di 600 metri. Proprio una di queste aree è destinata alle gallerie per mostre e testimonianze sulla resistenza rese tramite video, foto, documenti in vere e proprie manifestazioni; l'altra area del museo è destinata a conferenze e manifestazioni di carattere multimediale e generale ed è sede di una biblioteca.

### Musica

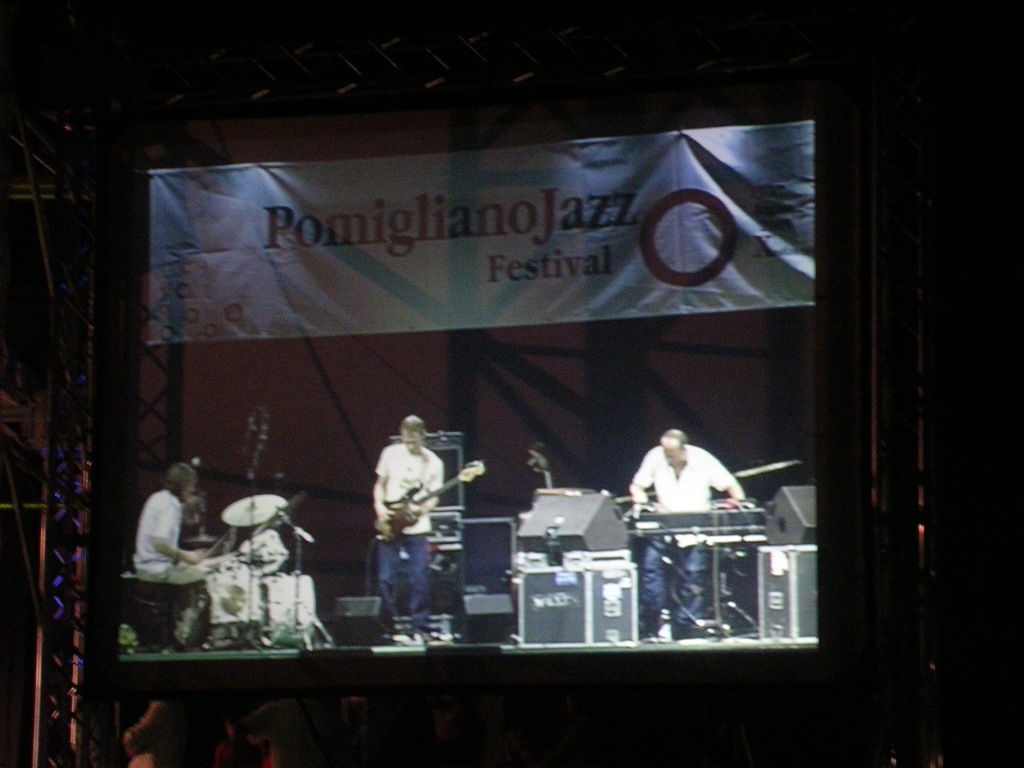
Pomigliano Jazz Festival - Edizione 2005

- Ogni anno, dal 1996 in estate, si svolge il Pomigliano Jazz Festival.
- Nel 1975 a Pomigliano d'Arco si formò il gruppo musicale E' Zezi.

## Economia

### Industria
Alfa Romeo Avionel 1938 l'Istituto per la Ricostruzione Industriale incaricò l'Alfa Romeo di fondare nel Sud un Centro Industriale Aeronautico. La scelta ricadde su Pomigliano d'Arco. Lì avrebbero dovuto sorgere tre centri di produzione: motori, strutture complete, leghe leggere e, in più, un aeroporto. In un primo tempo, per vari motivi fu completato solo il primo centro, quando l'Italia si preparava ad entrare in guerra. Si trattava del complesso industriale tra i più grandi e moderni in Europa. Questo centro industriale a Pomigliano d'Arco consentì di dare una risposta ai notevoli problemi sociali. Fu attuata una politica di garanzia per i lavoratori: per i dipendenti locali dell'Alfa Romeo, furono costruite circa cinquecento abitazioni in un rione chiamato, non a caso, Palazzine. Per i dipendenti non locali invece, fu costruito invece un albergo di circa settecento posti; vennero costruiti anche altri edifici ubicati intorno al Centro e ci fu così una grossa urbanizzazione. Grazie all'opera dell'ingegnere Ugo Gobbato si diede vita ad un Centro Aeronautico tecnologicamente all'avanguardia, in grado di produrre motori per l'epoca tecnologicamente molto evoluti. Nel 1942 ebbe inizio la produzione della serie di motori Daimler, tra i più usati dalle società tedesche. Nel 1943 il complesso aeronautico venne ultimato con gli altri due centri. Poco dopo, due bombardamenti distrussero la città insieme allo stabilimento Alfa Romeo. La produzione dei motori di aeroplani ricominciò soltanto nel 1952, quando venne completata la ricostruzione della città e dello stabilimento. È a partire da quegli anni che l'Alfa Romeo iniziò le sue accreditate associazioni con i più qualificati gruppi della motoristica aeronautica.
Aerfernel frattempo Finmeccanica aveva fondato, in una parte del Centro Aeronautico, le "Officine di Costruzioni Aeronautiche e Ferroviarie Aerfer". Inizialmente si realizzarono veicoli ferroviari e autofilotranviari. Tuttavia l'Aerfer operò per la produzione su commessa di parti di aviogetti da combattimento per l'aeronautica statunitense e della NATO. Proprio dall'esperienza di costruzione di queste parti, a partire dalla seconda metà degli anni cinquanta, lo stabilimento di Pomigliano cominciò ad essere sede dello sviluppo e della realizzazione di nuovi prototipi da caccia leggeri, i cui progetti erano stati sostenuti finanziariamente dagli Stati Uniti d'America. Dieci anni dopo, Aerfer inizia la sua collaborazione con la società americana di Long Beach. La collaborazione con queste società imponeva ad Aerfer un miglioramento delle competenze progettuali tecnologicamente produttive, che tuttora costituiscono un patrimonio cognitivo radicato di grande valore per l'impresa. Proprio in questi anni l'aeroporto di Pomigliano lasciò il posto alla tipica fabbrica fordista che si fonda su processi scientifici di divisione del lavoro, meccanizzati grazie alla divisione spinta del lavoro e alla meccanizzazione, sull'uso di manodopera non specializzata.
Aeritalianel 1969 Aerfer si fuse con la sezione aeronautica della FIAT per dare vita ad Aeritalia. Negli anni settanta Aeritalia firmò un accordo con l'azienda Boeing per lo studio congiunto di un velivolo di linea ad atterraggio e decollo corti. Successivamente modificò la propria struttura organizzativa e nel 1978 si sviluppò la collaborazione tra Aeritalia e Boeing per il programma 767 che verrà poi prodotto agli inizi del successivo decennio.
Alenia Aeronautical'Alenia si formò con l'unione di Aeritalia e Selenia ed Alfa Romeo Avio cambiò in Fiat Avio. Entrambi sono importanti per la produzione di veicoli aeronautici.
Alfa Romeo - Fiat - FCA - Stellantislo stabilimento per la fabbricazione di automobili fu realizzato in tempi molto rapidi e già agli inizi degli anni settanta il modello dell'Alfasud fu presentato al Salone dell'automobile di Torino. La commercializzazione delle prime serie diede enormi frutti; infatti le vendite in quegli anni ammontarono a circa settantamila veicoli. Nel 1986 Finmeccanica fu costretta a vendere le quote Alfa Romeo a Fiat per motivi finanziari. Lo stabilimento Fiat-Alfa Romeo è ricordato per la produzione dei modelli Alfa 33, 155, 145, 146, 147, 156 e 159 nonché l'Alfa Romeo GT e tuttora continua ad avere successo in campo nazionale ed internazionale. 
Elasisè il centro di ricerca Fiat del mezzogiorno. Nato nel 1988 a Pomigliano d'Arco, sul sedime del vecchio aeroporto ormai chiuso, nel giro di pochi anni è diventata una delle realtà tecnico-scientifiche di riferimento della ricerca e sviluppo nel settore Automotive ed una delle più importanti società europee di ingegneria avanzata. Prevede un organico di circa 800 addetti.

## Infrastrutture e trasporti

### Ferrovie
- Stazione di Pomigliano d'Arco sulla linea Napoli - Baiano della Circumvesuviana.
- Stazione di Pratola Ponte sulla linea Napoli - Baiano della Circumvesuviana.
- Stazione di Parco Piemonte sulla linea Napoli - Baiano della Circumvesuviana.
- Stazione di Pomigliano d'Arco Alfa-Lancia 2 sulla diramazione Pomigliano d'Arco-Acerra della linea Napoli - Baiano della Circumvesuviana.
- Stazione di Pomigliano d'Arco Alfa-Lancia 4 sulla diramazione Pomigliano d'Arco - Acerra della linea Napoli - Baiano della Circumvesuviana.

### Autostrade

#### A16 Napoli-Canosaautostrada dei due mari
- L'A16 ha un'uscita a Pomigliano d'Arco - da Napoli al km 7, da Canosa al km 165.

#### A1 Milano-Napoliautostrada del Sole
- L'A1 presenta l'uscita Pomigliano-Villa Literno - da Milano al km 746.

### Strade statali
La Strada statale 7 bis di Terra di Lavoro attraversa gran parte del territorio comunale dove assume la denominazione di 'via Roma'

#### Asse Mediano
Vi sono tre svincoli del Raccordo della Strada statale 162 NC Asse Mediano che servono Pomigliano d'Arco:
- Fiat Chrysler Automobiles-Stellantis
- Avio - Pomigliano d'Arco Centro
- Leonardo-Finmeccanica

#### Strada statale 162 dir del Centro Direzionale
Vi sono tre svincoli della Strada statale 162 dir del Centro Direzionale che servono Pomigliano d'Arco:
- Pomigliano Sud
- Pomigliano d'Arco
- Zona Industriale di Pomigliano d'Arco

#### Strada statale 268 del Vesuvio
Vi è uno svincolo della Strada statale 268 del Vesuvio che serve Pomigliano d'Arco:
- Pomigliano d'Arco

#### Asse di Supporto Nola-Villa Literno
Vi è uno svincolo dell'Asse di Supporto Nola-Villa Literno che serve Pomigliano d'Arco:
- Pomigliano d'Arco (si immette sulla Strada statale 162 dir del Centro Direzionale)

## Amministrazione
}
| Periodo | Periodo   | Primo cittadino            | Partito                                 | Carica         | Note |
| ------- | --------- | -------------------------- | --------------------------------------- | -------------- | ---- |
| 1806    | 1807      | Alessandro Pulcrano        | -                                       | Sindaco        |      |
| 1807    | 1808      | Pasquale Palmese           | -                                       | Sindaco        |      |
| 1808    | 1808      | Nicola Terracciano         | -                                       | Sindaco        |      |
| 1809    | 1811      | Carmine De Falco           | -                                       | Sindaco        |      |
| 1811    | 1812      | Domenico De Falco          | -                                       | Sindaco        |      |
| 1812    | 1814      | Gioacchino Cutinelli       | -                                       | Sindaco        |      |
| 1814    | 1819      | Pietrantonio De Falco      | -                                       | Sindaco        |      |
| 1819    | 1821      | Gioacchino Cutinelli       | -                                       | Sindaco        |      |
| 1821    | 1827      | Federico Antignano         | -                                       | Sindaco        |      |
| 1827    | 1833      | Pasquale Pipola            | -                                       | Sindaco        |      |
| 1833    | 1838      | Gioacchino Cutinelli       | -                                       | Sindaco        |      |
| 1838    | 1844      | Gennaro Coppola            | -                                       | Sindaco        |      |
| 1844    | 1847      | Giovanni Terracciano       | -                                       | Sindaco        |      |
| 1847    | 1849      | Pasquale Primicile Carafa  | -                                       | Sindaco        |      |
| 1849    | 1852      | Tommaso d'Ascoli           | -                                       | Sindaco        |      |
| 1852    | 1853      | Francesco Musoni           | -                                       | Sindaco        |      |
| 1853    | 1857      | Francesco De Cicco         | -                                       | Sindaco        |      |
| 1857    | 1860      | Francesco Sepe             | -                                       | Sindaco        |      |
| 1860    | 1860      | Pasquale Gaudiosi          | -                                       | Sindaco        |      |
| 1860    | 1861      | Gioacchino Toscani         | -                                       | Sindaco        |      |
| 1861    | 1862      | Pasquale Gaudiosi          | -                                       | Sindaco        |      |
| 1862    | 1863      | Pasquale Gaudiosi          | -                                       | Regio Delegato |      |
| 1863    | 1863      | Ferdinando Antignani       | -                                       | Sindaco        |      |
| 1863    | 1864      | Francesco De Cicco         | -                                       | Sindaco        |      |
| 1864    | 1866      | Pasquale Primicile Carafa  | -                                       | Sindaco        |      |
| 1866    | 1871      | Salvatore Coppola          | -                                       | Sindaco        |      |
| 1871    | 1875      | Pasquale De Falco          | -                                       | Sindaco        |      |
| 1876    | 1876      | Vittorio Imbriani          | Partito Radicale Italiano               | Sindaco        |      |
| 1876    | 1879      | Salvatore Coppola          | Partito Liberale Costituzionale         | Sindaco        |      |
| 1879    | 1880      | "Abate" Felice Toscano     | -                                       | Sindaco        |      |
| 1880    | 1880      | Luigi Codelli              | -                                       | Regio Delegato |      |
| 1880    | 1884      | Ferdinando Antignani       | Partito Liberale Costituzionale         | Sindaco        |      |
| 1884    | 1887      | Salvatore Coppola          | Partito Liberale Costituzionale         | Sindaco        |      |
| 1888    | 1892      | Pasquale Aracri            | Partito Liberale Costituzionale         | Sindaco        |      |
| 1892    | 1895      | Luigi Caruso               | Partito Liberale Costituzionale         | Sindaco        |      |
| 1895    | 1906      | Antonino Cantone           | Partito Liberale Costituzionale         | Sindaco        |      |
| 1906    | 1915      | Ercole Cantone             | Partito Liberale Costituzionale         | Sindaco        |      |
| 1915    | 1916      | Gaspare Siciliano          | Partito Liberale Costituzionale         | Sindaco        |      |
| 1916    | 1921      | Ercole Cantone             | Partito Liberale Costituzionale         | Sindaco        |      |
| 1921    | 1922      | Felice Pirozzi             | -                                       | Sindaco        |      |
| 1922    | 1923      | Vincenzo Caprioli          | -                                       | Sindaco        |      |
| 1923    | 1924      | Luigi Beneduce             | -                                       | Sindaco        |      |
| 1924    | 1925      | Luigi Minore               | -                                       | Sindaco        |      |
| 1925    | 1927      | Eugenio Lombardi           | -                                       | commissario    |      |
| 1927    | 1929      | Eugenio Lombardi           | Partito Nazionale Fascista              | Podestà        |      |
| 1929    | 1930      | Giuseppe Ruggiero          | -                                       | commissario    |      |
| 1930    | 1937      | Elia Savelli               | Partito Nazionale Fascista              | Podestà        |      |
| 1937    | 1938      | Francesco Caccia           | -                                       | commissario    |      |
| 1938    | 1938      | Pietro De Cicco            | -                                       | commissario    |      |
| 1938    | 1939      | Pietro De Cicco            | Partito Nazionale Fascista              | Podestà        |      |
| 1939    | 1940      | Bernardo Giannuzzi Savelli | -                                       | commissario    |      |
| 1943    | 1943      | Ferdinando Spanò           | Partito Fascista Repubblicano           | Podestà        |      |
| 1943    | 1943      | Ferdinando Quagliata       | -                                       | commissario    |      |
| 1943    | 1945      | Ercole Cantone             | Comitato di Liberazione Nazionale       | commissario    |      |
| 1945    | 1946      | Salvatore Terracciano      | Comitato di Liberazione Nazionale       | Sindaco        |      |
| 1946    | 1949      | Ercole Cantone             | Partito Liberale Italiano               | Sindaco        |      |
| 1949    | 1952      | Andrea Pranzataro          | Partito Liberale Italiano               | Sindaco        |      |
| 1952    | 1956      | Andrea Pranzataro          | Partito Liberale Italiano               | Sindaco        |      |
| 1956    | 1960      | Carlo Leone                | Democrazia Cristiana                    | Sindaco        |      |
| 1960    | 1961      | Alberto Di Nuccio          | Democrazia Cristiana                    | Sindaco        |      |
| 1961    | 1962      | Marcello Riccardo          | -                                       | commissario    |      |
| 1962    | 1966      | Carmine Savella            | Democrazia Cristiana                    | Sindaco        |      |
| 1966    | 1971      | Angelo Caprioli            | Democrazia Cristiana                    | Sindaco        |      |
| 1971    | 1974      | Carmine Savella            | Democrazia Cristiana                    | Sindaco        |      |
| 1974    | 1975      | Antonio Giudicepietro      | -                                       | commissario    |      |
| 1975    | 1980      | Francesco Testa            | Partito Socialista Democratico Italiano | Sindaco        |      |
| 1980    | 1985      | Lello Russo                | Partito Socialista Italiano             | Sindaco        |      |
| 1985    | 1986      | Lello Russo                | Partito Socialista Italiano             | Sindaco        |      |
| 1986    | 1987      | Giovanni De Falco          | Partito Socialista Italiano             | Sindaco        |      |
| 1987    | 1990      | Lello Russo                | Partito Socialista Italiano             | Sindaco        |      |
| 1990    | 1992      | Lello Russo                | Partito Socialista Italiano             | Sindaco        |      |
| 1992    | 1992      | Salvatore Ilardi           | Partito Socialista Italiano             | Sindaco        |      |
| 1992    | 1992      | Salvatore Sanseverino      | Partito Socialista Italiano             | Sindaco        |      |
| 1992    | 1993      | Francesco Testa            | Partito Socialista Italiano             | Sindaco        |      |
| 1993    | 1995      | Commissione Prefettizia    | -                                       | commissario    |      |
| 1995    | 2000      | Michele Caiazzo            | PDS                                     | Sindaco        |      |
| 2000    | 2005      | Michele Caiazzo            | DS                                      | Sindaco        |      |
| 2005    | 2010      | Antonio Della Ratta        | PD                                      | Sindaco        |      |
| 2010    | 2015      | Lello Russo                | Indipendente di centro-destra           | Sindaco        |      |
| 2015    | 2020      | Lello Russo                | Indipendente di centro-destra           | Sindaco        |      |
| 2020    | 2023      | Gianluca Del Mastro        | Indipendente di centro-sinistra         | Sindaco        |      |
| 2023    | 2023      | Carolina Iovino            | -                                       | Commissario    |      |
| 2023    | in carica | Lello Russo                | Partito Socialista Italiano             | Sindaco        |      |

## Sport

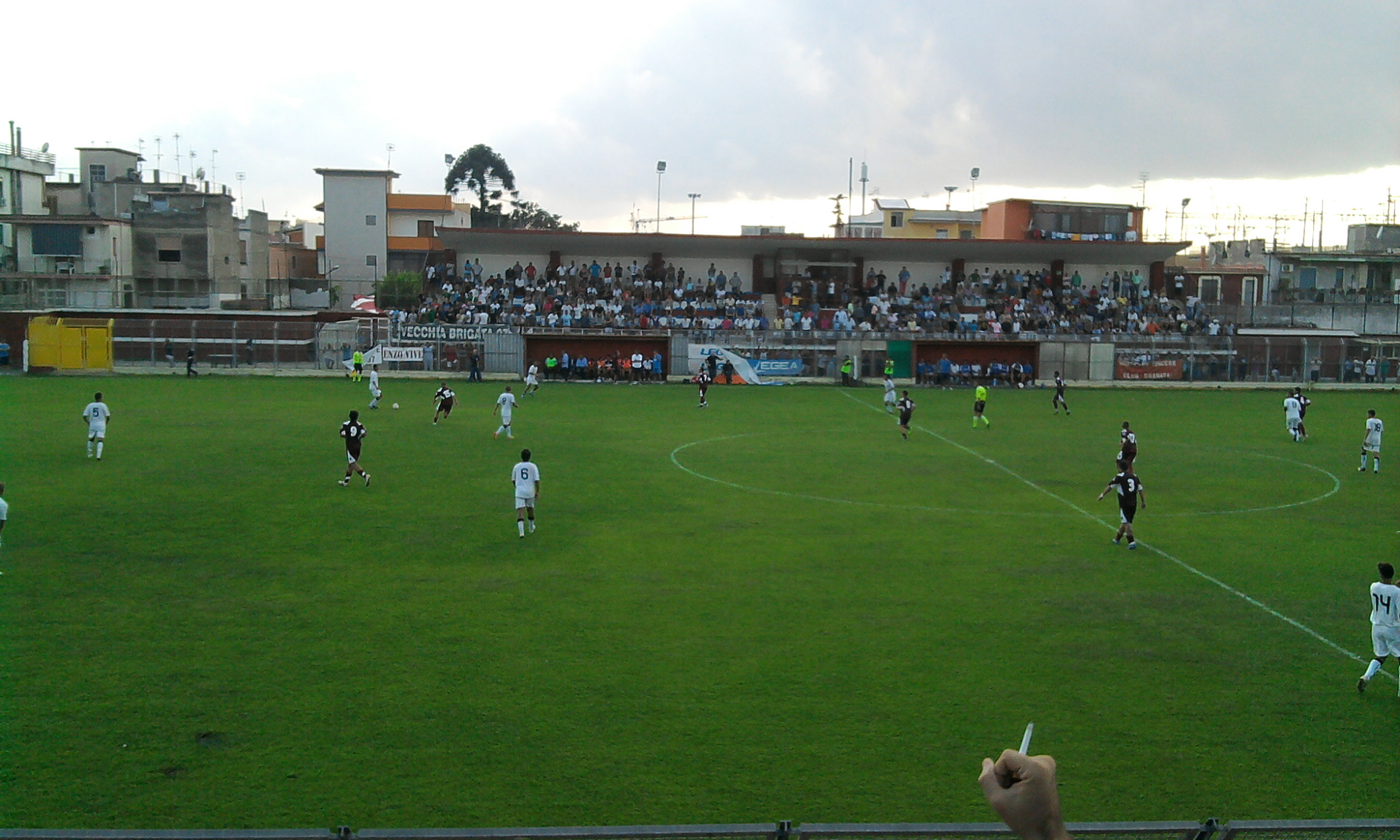
Un incontro casalingo del Pomigliano

### Calcio maschile
La squadra di calcio maschile denominata Associazione Sportiva Pomigliano, fondata nel 1920, ha militato in Serie D per ben diciassette stagioni consecutive, dal 2002-2003 al 2018-2019. 

### Calcio femminile
La squadra femminile del Pomigliano, fondata nel 2019, ha disputato tre campionati in serie A femminile dall'agosto 2021 al maggio 2024.

## Impianti sportivi
A Pomigliano sono presenti uno stadio, intitolato Ugo Gobbato, una piscina comunale, un campo da rugby, un palazzetto dello sport e tre centri sportivi.